# Begonia wenshanensis
Begonia wenshanensis là một loài thực vật có hoa trong họ Thu hải đường. Loài này được C.M.Hu mô tả khoa học đầu tiên năm 1995.